# Augusto Boal
Pour les articles homonymes, voir Boal.
 (avril 2024).
Augusto Pinto Boal (16 mars 1931 à Rio de Janeiro au Brésil - 2 mai 2009 à Rio de Janeiro), écrivain, dramaturge, metteur en scène, théoricien, homme de théâtre, et homme politique brésilien contemporain, est l'une des figures majeures du théâtre brésilien de la seconde moitié du XXe siècle. Il a notamment créé la méthode du Théâtre de l'Opprimé, dont le nom fait référence au célèbre ouvrage de Paulo Freire, Pédagogie des opprimés.

## Biographie
Augusto Boal commence par faire des études de chimie qui le mèneront jusqu'au doctorat, et conduit parallèlement ses activités théâtrales. Il fonde en 1956 (à 25 ans) le Teatro de Arena de São Paulo, dont il devient directeur artistique et metteur en scène.
Il y développe jusqu'en 1964, à côté de mises en scène classiques, un théâtre populaire de rue et contestataire dans lequel il développe le personnage du spect-acteur. Les coups d'État successifs de 1964, puis de 1968 mettent fin à toute possibilité de pratiquer cette sorte de théâtre social, considéré comme une pratique subversive. Boal, qui publie Le théâtre de l'opprimé en 1971, est bientôt arrêté, torturé et contraint à l'exil vers Paris, où il poursuivra son travail. Il y créé notamment le premier Centre du Théâtre de l’Opprimé en 1979.
Pendant les années 1970, Augusto Boal voyage dans toute l'Amérique latine, expérimente diverses formes de théâtre participatif et éducatif, écrit et systématise sa pratique théâtrale. Il organisera le premier festival international du Théâtre de l'opprimé à Paris en 1981.
Après la fin de la junte militaire au Brésil, Boal revient à Rio de Janeiro en 1986. Il y établit un important Centre du Théâtre de l'opprimé et plusieurs compagnies qui mettent en pratique le théâtre-forum et le théâtre image.
Dès 1981, il se penche sur le théâtre thérapeutique et ce qu'il nomme « le flic dans la tête », l'un des exercices principaux de la technique de l'arc-en-ciel du désir, technique issue de discussions avec son épouse psychanalyste. Son troisième livre L'arc en ciel du désir : du théâtre expérimental à la thérapie est un essai sur cette méthode de théâtre et thérapie.
En 1992, il est élu législateur municipal à Rio de Janeiro sur la liste de gauche du Parti des Travailleurs du futur Président Lula et entame une nouvelle expérience : celle du théâtre législatif.
En 1996, le Centre du Théâtre de l’Opprimé de Paris s'installe dans le XIIe arrondissement, sous la direction artistique de Boal (actuellement dirigé par Rui Frati, depuis 1998). Le théâtre porte en son honneur le nom « Théâtre de l'Opprimé - Augusto Boal ».
Augusto Boal est décédé le 2 mai 2009 à Rio de Janeiro.

### Ouvrages consacrés à Augusto Boal
- Richard Roux, Le Théâtre Arena - du théâtre en rond au théâtre populaire, Aix-en-Provence, publications de l'Université de Provence, 1991, 2 vol.
- Ouriel Zohar, Le Théâtre collective d'Augusto Boal, in Bamah, éditeur : Prof. Gilula, No. 144, p. 69-83, l'Université Hébraïque de Jérusalem (1997) en hébreu.
- Julian Boal, Origines et développement du Théâtre de l’Opprimé en France, in Christian Biet et Olivier Neveux, Une histoire du spectacle militant. Théâtre et cinéma militants 1966-1981, Montpellier, L'Entretemps, 2007. [ISBN : 9782912877635]
- Olivier Neveux, Théâtres en lutte. Le théâtre militant en France des années 1960 à aujourd'hui, Paris, La Découverte, 2007. [ISBN : 9782707149770]
- Michel Corvin (org), Dictionnaire encyclopédique du théâtre, 4e éd., Hachette, 2008. [ISBN : 9782047312957]
- Sophie Coudray, Le Théâtre de l’opprimé : Théâtre d’éducation populaire et pratique émancipatrice, in Recherche et Éducation, Émancipation et formation de soi, sous la direction de Martine Morisse et Didier Moreau, octobre 2016, p. 65-77.
- Sophie Coudray, Réalité(s) et fantasme(s) d’un théâtre du peuple brésilien : Du Teatro Arena au Théâtre de l’opprimé, Augusto Boal et l’idée de théâtre populaire, in Cahier d’études romanes, n° 35, Le peuple : théories, discours et représentations, PUP, 2017, p. 449-460.
- Sophie Coudray, Les Compagnies de théâtre de l’opprimé en France ou les contradictions de la professionnalisation d’un théâtre militant, in Bérénice Hamidi-Kim et Séverine Ruset (dir.), Troupes, collectifs, compagnies, Paris, L’Entretemps, 2018, p. 221-230.
- Sophie Coudray, La radicalité politique du Théâtre de l’opprimé, Période, avril 2018.
- Sophie Coudray, Connaître et transformer : Le Théâtre de l'opprimé comme praxis, in Les Cahiers de pédagogies radicales, Varia n°1, septembre 2019, p. 28-38.